# Elacatinus lori
Elacatinus lori är en fiskart som beskrevs av Colin 2002. Elacatinus lori ingår i släktet Elacatinus och familjen smörbultsfiskar. Inga underarter finns listade i Catalogue of Life.